# صبي دار الرعاية (فلم 2019)
صبي دار الرعاية (بالإنجليزية: Foster Boy) فيلم درامي أمريكي عام 2019 من إخراج يوسف ديلارا وبطولة شين بول ماكجي وماثيو مودين ولويس جوسيت جونيور. يروي قصة صبي أمريكي ملون تم إيداعه دار فوستر للأطفال، ويساء له وهو تحت رعاية أسرة أمريكية بيضاء.

## دار فوستر للأطفال
دار فوستر للأطفال هي مؤسسة خيرية أمريكية، في عامها الستين من تقديم الرعاية السكنية للأطفال المصابين بصدمات نفسية، حيث توفر منزلاً للطفل. تتلقى فوستر أكثر من 90٪ من دعمها من التبرعات.

## طاقم التمثيل
- شين بول ماكجي: في دور جمال راندولف
- ماثيو مودين: في دور مايكل ترينر
- مايكل هيات: في دور شاينا راندولف
- مايكل بيتش: في دور بيل راندولف
- ليكس سكوت ديفيس: في دور كيشا جيمس
- أناند ديساي-باروشيا: في دور سانجاي
- جولي بنز: في دور باميلا دوبري
- لويس جوسيت جونيور: في دور القاضي جورج تايلور
- إيفان هاندلر: في دور صامويل كولينز
- دومينيك بيرجس: في دور دان كوهين
- ايمي برينمان: في دور كيم ترينر
- جوردان بلفي: في دور جيف
- كريستيان الكسندر ليتل: في دور الطفل جمال
- جرانت هارفي: في دور جوي بول
- بريندان مورو: في دور يونج جوي بول[3]

## أحداث الفيلم
تبدأ الأحداث والشاب الأمريكي الأسود جمال يصطحبه حرس السجن إلي المحكمة، ويتحرك أيضًا المحامي اللامع مايكل تيرنر إلى المحكمة لحضور قضية تجارية قامت شركته بتوكيله للعمل عليها. تيرنر هو محامي لامع لا يخسر في المحكمة، يعرف كيف يربح دائمًا. يتقدم تيرنر للقاضي المسن جورج تايلور بالأدلة والمستندات ليربح قضيته، وبينما يجمع تيرنر أوراقه للمغادرة، يسأل القاضي المتهم في القضية التالية وهو الشاب جمال، عن المحامي الموكل بقضيته. يكتشف القاضي أن جمال لم يوكل محامي نظرًا لفقره، وهنا ينادي القاضي على تيرنر، وبعد أن يطالع ملف المحامي اللامع ويعرف أنه لم يتطوع ولو لمرة واحدة للمرافعة مجانًا عن متهم فقير. يحاول تيرنر التنصل من المرافعة المجانية ولكن يأمره القاضي بتولي قضية جمال. يجلس تيرنر مع جمال في غرفة جانبية في مبنى المحكمة لمعرفة تفاصيل قضيته بعد أن القى نظرة سريعة على الملف، وعرف تاريخ جمال الذي تم إيداعه في بيت (الرعاية المنزل) الذي يدفع بالصبي إلى إحدى الأسر لرعاية الصبي حتى يبلغ. لا يتمكن تيرنر من إقناع جمال بقبول التعويض في القضية المرفوعة منه ضد أسرة ثرية يتهم أفرادها بإغتصابه وتعذيبه. تدور المفاوضات بين تيرنر ومحامية الأسرة المتهمة لقبول مبلغ التعويض الذي يرتفع من 40 ألف دولار إلى 70 ألف دولار ليصل التعويض إلى مائة ألف دولار. يرفض جمال العرض ويعجب تيرنرويضطر لقبول الدفاع ودعوة جمال إلى منصة الشهود ليروي قصته. تتوالى الأحداث ليكتشف تيرنر قوة الأسرة المتهمة التي تسببت في إقالته من شركته، كما يعرف أن محامية الخصوم هي أيضًا متهمة في حق جمال. يشرع تيرنر في أبحاثه عن الصبي الذي تم إيداعه في خلال عشرة سنوات من عمره في 12 دار للتبني.
يقدم تيرنر في مرافعته الختامية محاضرة طويلة يخاطب بها المحلفين، حيث يذكرهم أن جمال يحتاج بدلًا من ذراع أمًا حانيةً حول كتفه، يحتاج إلى ذراع المحلفين لتضمه وتخبره أن هناك من يهتم به. يصدر الحكم بتجريم الأسرة التي لم ترعاه وتعويض مليون و650 الف دولار.

## الإنتاج
فاز كاتب السيناريو جاي بول ديراتاني بحكم قدره 45 مليون دولار ضد وكالة خدمات اجتماعية، وهي أكبر جائزة في تاريخ ولاية إلينوي في قضية تتعلق بوفاة طفل في نظام الحضانة. كانت قضية تعامل معها المنتج وكاتب السيناريو المحامي جاي بول ديراتاني. لكن قبل عام من علم ديراتاني بوفاة لافانديس هدسون البالغ من العمر عامين في نظام الحضانة، كان المحامي يكتب سيناريو عن صبي أمريكي من أصل أفريقي تعرض للإيذاء من قبل شركة خدمات اجتماعية خاصة. مارس ديراتاني مهنة المحاماة لمدة حوالي 30 عامًا، 16 منهم كان يتعامل مع قضايا تتعلق بإهمال الحضانة وإهمال الأطفال.

## استقبال الفيلم
منحت منظمة «كومن سنس ميديا» (منظمة غير ربحية توفر التعليم والدعوة للعائلات لتعزيز التكنولوجيا والوسائط الآمنة للأطفال) الفيلم 3 نجوم من أصل 5 نجوم، ومنح موقع روجر إيبرت للنقد، الفيلم نجمة ونصف من أصل أربعة نجوم، وكتب: «لو بذل صانعو الفيلم جهدًا لمشاهدة القصة بعيون جمال، فقد يكون لديهم نظير سينمائي جدير بإنجازاتهم النبيلة بعيدًا عن الكاميرا». كتب موقع «بانش درنكن كريتكس»: «نجاح الفيلم كان في أداء شين بول ماكجي المتميز في دور جمال حيث تمكن من إظهار الغضب الشديد والتعاطف المحبب في نفس الوقت. إنه يعرض تمامًا ألم شخص مر بأسوأ طفولة صادمة».
كتبت صحيفة شيكاغو صن تايمز: «من بطل الرواية الساخر الذي يصبح شخصًا أفضل من خلال نقل القضية إلى المُبلغ، إلى المحامي باهظ الثمن الذين يدافع عن موكله بشكل متعجرف إلى القاضي الحكيم إلى هيئة المحلفين التي ترى النور، نحن نعرف الصيغة ونحبها .. الأخيار دائما يفوزون، ويستحقون ذلك».

## وصلات خارجية
مقالات تستعمل روابط فنية بلا صلة مع ويكي بيانات